# Kraken Catena
La Kraken Catena è una catena montuosa presente sulla superficie di Tritone, il principale satellite di Nettuno; il suo nome deriva da quello del kraken, un enorme mostro marino secondo la mitologia norrena.